# Srocko (gromada)
Srocko (niepoprawnie Srock) – dawna gromada, czyli najmniejsza jednostka podziału terytorialnego Polskiej Rzeczypospolitej Ludowej w latach 1954–1972.
Gromady, z gromadzkimi radami narodowymi (GRN) jako organami władzy najniższego stopnia na wsi, funkcjonowały od reformy reorganizującej administrację wiejską przeprowadzonej jesienią 1954 do momentu ich zniesienia z dniem 1 stycznia 1973, tym samym wypierając organizację gminną w latach 1954–1972.
Gromadę Srocko siedzibą GRN w Srocku (w obecnym brzmieniu Srock) utworzono – jako jedną z 8759 gromad na obszarze Polski – w powiecie piotrkowskim w woj. łódzkim, na mocy uchwały nr 35/54 WRN w Łodzi z dnia 4 października 1954. W skład jednostki weszły obszary dotychczasowych gromad Podolin, Srocko Prywatne i Srocko Rządowe oraz część wsi Gościmowice (od nr 106 do nr 164) z dotychczasowej gromady Gościmowice ze zniesionej gminy Srocko w tymże powiecie. Dla gromady ustalono 17 członków gromadzkiej rady narodowej.
1 stycznia 1958 do gromady Srocko przyłączono obszar zniesionej gromady Rękoraj.
Gromada przetrwała do końca 1972 roku, czyli do kolejnej reformy gminnej.